# Ceres (strokartonfabriek)
De Ceres is een onderdeel van de karton- en kartonnagefabriek “Ceres-Sparreboom” in Oude Pekela.
In 1896 bestonden in Oude Pekela vijf strokartonfabrieken, te weten de Aastroom, de Union, de Albion, de Erica en de Wilhelmina. In november van dat jaar heersten in dit kartondorp geruchten dat het plan bestond daar nóg een kartonfabriek te vestigen. De kartonfabricage in Oude Pekela breidde zich nog steeds uit. Er werkten in de verschillende fabrieken 11 banen.
In juli 1897 was er opnieuw een genootschap bij gekomen die ten doel had nog een kartonfabriek in werking te hebben. Er was al een terrein zo goed als zeker aangekocht en ook het geld was al beschikbaar. In de omgeving van de nieuw te stichten fabriek lag de uitgestrekte veenvelden van Kibbelgaarn waar ettelijke honderden, misschien wel duizenden dagwerken turf zeer gemakkelijk verkrijgbaar waren om in de behoefte van brandstof te voorzien.
Al spoedig werd bekend dat de nieuwe directeur van de op te richten fabriek de heer Arend Eilderts Jager, een hotelhouder uit Oude Pekela zou zijn. Door de aandeelhouders van de op te richten fabriek, die “Ceres” zou gaan heten, werd vervolgens een terrein aangekocht van de heer J. Westerman. De fabriek zou verrijzen aan het kanaal, dat gegraven werd voor de afvoer van turf uit de venen van Westerlee en Kibbelgaarn. Op 17 juli 1897 werd door hotelhouder Arend Eilderts Jager en boekhouder Jan Nienoord een verzoek ingediend bij het college van burgemeester en wethouders van Oude Pekela om vergunning tot oprichting van een strokartonfabriek. In deze fabriek zouden dan worden geplaatst een stoommachine van 100 paardenkrachten en een van plm. 12 paardenkrachten, alsmede drie stoomketels van de firma D.H. Landeweer en zonen, fabrikanten van stoom- en andere werktuigen te Martenshoek, ieder met een verwarmingsoppervlakte van 90 m². De fabriek werd nog in 1898 in werking gesteld.

## De fabriek in werking
In een buitengewone algemene vergadering van aandeelhouders van de stoomstrokartonfabriek “Ceres” te Oude Pekela werd op 13 november 1912 besloten om de gelijknamige fabriek te Ulrum niet weer in werking te stellen en de fabriek in Oude Pekela te vergroten door het aanbrengen van nog een papierbaan. Of deze voortvarende aanpak de ondernemers dat succes heeft opgebracht waarop deze had gehoopt, is niet met zekerheid te zeggen. Feit is echter dat al in het begin 1915 de fabriek moest worden stopgezet en 50 werklieden van de “Ceres” moesten worden ontslagen wegens te weinig verkoop van kartonpapier. De fabriek had in 1914 een weekcapaciteit van 130 ton karton.
Inmiddels was te Oude Pekela nog een andere combinatie van aandeelhouders in wording die eveneens een uitbreiding van de kartonfabricage voor ogen stond. Het zou nog een paar jaar duren maar op 21 mei 1915 besloten bestuur en commissarissen van de coöperatie tot overname van de Ceres. Behalve de fabriek werden ook alle voorraden stro en karton overgenomen. De koop werd geacht te zijn ingegaan op 1 januari 1915.
De werkloosheid in Oude Pekela nam in 1917 steeds grotere vormen aan. Ook de “Ceres” droeg haar steentje bij en ongeveer 20 jongens werden ontslagen. Aan het eind van 1917 werden de geruchten dat de “Ceres” mogelijk zou worden verkocht steeds hardnekkiger en in februari van 1918 werd de oude fabriek onderhands verkocht aan de heer J. Nienoord, directeur van de fabriek. Nog geen jaar later was er alweer sprake van dat de fabriek mogelijk spoedig weer in werking zou gaan. In april 1921 was de situatie in Oude Pekela echter zodanig dat de laatste twee strokartonfabrieken, de “Erica” en de “Ceres”, die daar nog in werking waren, moesten worden stilgezet.
In september 1923 bedankte de heer J. Nienoord, die tevens vervener was, voor het directeurschap van de strokartonfabriek “Ceres”. In zijn plaats werd tot directeur-bedrijfsleider van de “Ceres” benoemd de als boekhouder bij de strokartonfabriek Free & Co. werkzame Wigle Dijkstra. In 1927 onderging de “Ceres” een inwendige gedaanteverandering. Onder architectuur van Jan Kruijer uit Nieuwe Pekela werden de papierbaan verlengd, een nieuw hakselhok gebouwd en werd de fabriek gedeeltelijk van een nieuwe overkapping voorzien. Ook werden onder architectuur van Kruijer het jaar daaropvolgend een pakhuis en opzichterswoning gebouwd. En weer een jaar later, in 1930, werd eveneens onder architectuur van Kruijer voornoemd een smederij voor de N.V. Strokartonfabriek “Ceres” gebouwd. Deze opdracht werd gegund aan de Gebr. Schenkel uit Veendam voor ƒ 4,534,–.
In 1931 was het door de directeuren van de strokartonfabriek “Ceres” en “Britannia” in Oude Pekela, wederom in samenwerking met de architect Jan Kruijer, na veel zoeken gelukt een vinding te doen op het gebied van een soort luchtkap boven de papierbanen van strokartonfabrieken, gebaseerd op natuurlijke trek van afvoer van damp en dat eventuele neerslag (druppelvorming) niet meer zou plaatsvinden. Deze nieuwe luchtkap werd bij de “Ceres” in de praktijk gebracht en het bleek dat alles aan de gestelde eisen voldeed.
Bij een hevige brand in de grote stenen stroloods achter de fabriek “Ceres” ging in 1939 vijf miljoen kilogram stro verloren. In hetzelfde jaar overleed Wigle Dijkstra, in leven directeur van de fabriek.
Hij werd opgevolgd door Geert Stoffer Gruppelaar, tot dat moment eerste boekhouder op de “Ceres”.
In 1940 bestond de coöperatieve strokartonfabriek “Ceres” 25 jaar. Wel werkte de fabriek reeds eerder, maar 25 jaar geleden werd zij overgenomen van de combinatie J. Nienoord. Van de oorspronkelijke fabriek was niets meer over. De moderne fabriek was verder achteruit gebouwd.
In 1947 fabriceerde de “Ceres”, naast karton, ook een nieuw product, nl. “hardboard”, vervaardigd van kartonstof.
Tijdens een hevig onweer dat in 1950 over Oude Pekela trok, sloeg de bliksem in een voorraad stro van 2.000 ton die lag opgeslagen op het fabrieksterrein van de “Ceres”. De enorme vuurzee die daardoor ontstond was door zowel de bedrijfsbrandweer als de plaatselijke brandweer niet te blussen.
In 1955 werd een gedeelte van de kartonnagefabriek voorheen Gebr. Sparreboom uit Nieuwe Pekela overgeplaatst naar Oude Pekela en door aankoop overgebracht naar de “Ceres”. In 1958 werd voor rekening van de “Ceres” en onder architectuur van het architectenbureau J. en J. Kruijer uit Nieuwe Pekela - Veendam een nieuwe fabriekshal gebouwd. In dit gebouw werd “cellenkarton” vervaardigd, een geheel nieuw product.
In 1961 en 1965 vonden bij de “Ceres” stakingen over de arbeidsvoorwaarden plaats.
In 1969 ontving Geert Stoffer Gruppelaar, directeur van Ceres-Sparreboom, zoals de fabriek nu heette, een koninklijke onderscheiding. Gruppelaar was toen 40 jaar in dienst bij de “Ceres”. Hij was op 26 maart 1929 op de onderste sport van de Ceres-ladder begonnen. Tien jaar later was hij al directeur.
In 1972 bereiden de directies van de strokartonfabrieken “Ceres” en “Free & Co.”, beide uit Oude Pekela, “Pekela N.V. uit Nieuwe Pekela en de “Dollard” uit Nieuwe Schans een totale fusie voor. 
Later dat jaar werd bekend dat deze fusie niet door ging. De angst dat het bedrijfseigen product van met name de “Ceres” ten gevolge van de fusie haar marktaandeel zou verliezen, was de reden tot deze mislukking.
Intussen was Geert Stoffer Gruppelaar afgetreden als directeur van “Ceres-Sparreboom” en opgevolgd door zijn zoon, ir. Pieter Gruppelaar.
In 1975 en 1976 werd de fabriek nog enige keren getroffen door een brand. Bij deze branden werden de kartonnage-afdeling, de nieuwe kantine en opslagruimte (1975) door het vuur verwoest, terwijl zware schade ontstond aan kantoren en productiehal (1976). 
In 1986 werd bij de kartonfabriek “Ceres” de vol continu vijfploegendienst ingevoerd. Door de invoering daarvan werd per werknemer de werkweek teruggebracht van 38 naar 34,2 uur.
In 1994 fuseerde Ceres-Sparreboom en verdween de naam “Sparreboom” uit het telefoonboek. De kartonnagefabriek maakte vanaf dat moment deel uit van GSF Verpakkingen B.V. De drie bedrijven, waaruit GSF is geboren (“Gelria” uit Barneveld, “Sparreboom” en “Free” uit Oude Pekela) waren elk afzonderlijk te klein om voort te bestaan. Door de krachten te bundelen moet het nieuwe bedrijf in Oude Pekela in staat zijn een voorname plaats te verwerven op de wereldmarkt.
31 oktober 1998 stond in het teken van 100 jaar karton in Oude Pekela. “Stroocartonfabriek” Ceres, Triton Karton Pekela, inmiddels bekend onder de naam Kappa Attica, onderdeel van Kappa Packaging vierde deze dag haar 100-jarig bestaan. De fabriek stond nog steeds aan de Cereswijk in Oude Pekela.
Sinds 2005 is Ceres, Kappa Packaging, onderdeel van Smurfit Kappa.

## De directeuren van de “Ceres”
- 1898-1923 Jan Nienoord
- 1923-1939 Wigle Dijkstra
- 1939-1972 Stoffer Geert Gruppelaar
- 1972- ? Pieter Gruppelaar

## Trivia
- De strokartonfabriek “Ceres” bouwde in 1951 in het uitbreidingsplan “Roomse Wijk” te Oude Pekela zes woningen, bestemd voor haar werknemers.
- Het personeel van de strokartonfabriek “Ceres” heeft in 1958 een spekclub opgericht. Het lag in de bedoeling dat deze club tegen de kerstdagen een verdeling zou organiseren. Vrijwel alle personeelsleden waren tot deze club toegetreden.
- Bij de bewoners van de Feiko Clockstraat en een gedeelte van de W.H. Bosgrastraat, Schipperswijk en Kerklaan te Oude Pekela heerste ontstemming over de strostof, die de kartonfabriek “Ceres” in 1970 op dit gedeelte van de plaats deed neerdalen. Regelmatig kwam het voor, dat de huizen onder het stof zaten en dit zich in de dakgoten ophoopte met alle gevolgen van dien.